# サビ男サビ女
『サビ男サビ女』（サビおとこサビおんな）は、2011年に公開された日本のオムニバス映画。

## 概要
この映画のタイトルとなっている「サビ」とは金属の錆びやわび・さびの「さび」ではなく、音楽の「サビ」を意味する。
歌を歌う時にいきなりサビから入るような衝動のまま突っ走ってしまう男女を描いたショートムービーが4本のオムニバス形式で構成されている。

## 出演者
| キャッチコピーは「何が何でもハゲましたがる女」。 出演 - チハル：桜庭ななみ - サナエ：川村エミコ（たんぽぽ） - マミコ：白鳥久美子（たんぽぽ） - ミツル：中村倫也 - 星村：村杉蝉之介 - マスター：荒川良々 | キャッチコピーは「愛のために女になろうとする男」。 出演 - 村椿幸之助：中村蒼 - 城山香織：蓮佛美沙子 - 加藤：草野イニ |

| キャッチコピーは「とことんクレームをつける女」 出演 - 楠原繭子：友近 - 葛西秀樹：福田転球 | キャッチコピーは「カワイソウをほっとけない女」 出演 - 岡田真弓：小泉今日子 - 平田克彦：森下能幸 - 木戸勝男：堀部圭亮 - 岡田義男：田中哲司 |

## スタッフ
ハゲマシガールズ
監督・脚本：藤田容介
Boy? meets girl.
監督・脚本：松梨智子
くれえむないと!
監督：呉美保
脚本：吉川菜美
せびろやしき
監督・脚本：関口現
オープニング・エンディング
監督：筧昌也
主題歌
SHAKALABBITS「Soda」
エグゼクティブプロデューサー
河井信哉 武藤起一 竹平時夫
チーフプロデューサー
梅川治男 松岡周作
企画原案
山田直人
プロデューサー
山田直人 細川紀枝 扇澤武義 高橋雄斗 萩野博子